# مدریک کلن
مدریک کلن (فرانسوی: Médéric Clain‎؛ زادهٔ ۲۹ اکتبر ۱۹۷۶ ‏(۴۸ سال)) دوچرخه‌سوار اهل فرانسه است.